# 王夢蛟
王夢蛟（1574年—1623年），字九五，號雲龍，直隸廣平府鷄澤縣人，明朝政治人物。

## 生平
万历二十二年甲午科舉人，三十五年（1607年）丁未科进士。初知鹿邑县，加意撫恤，涤去繁苛。三十八年调文水县，四十一年復除嵩縣，奏最，四十八年擢雲南道御史，立朝屡有建明。巡视西城，天啓元年（1621年）三月出按蘇松常鎮，閲罪囚，可矜疑者力为開釋。改南京畿道，卒于官。

## 家族
曾祖王鋭，歲贡生。祖父王派，儒官。父王炜。母董氏。具庆下。弟梦月（监生）、梦男。